# XXIII Liceum Ogólnokształcące im. ks. prof. Józefa Tischnera w Łodzi
XXIII Liceum Ogólnokształcące im. ks. prof. Józefa Tischnera w Łodzi – liceum ogólnokształcące w Łodzi, w dzielnicy Widzew. Zostało założone w lutym 1945 roku, jako pierwsze powojenne liceum w tej części miasta.

## Historia
W lutym 1945 roku Delegat Rządu, Stefan Korboński powołał do życia pierwszą powojenną placówkę szkolnictwa średniego na Widzewie – X Państwowe Koedukacyjne Gimnazjum i Liceum, z pierwotną siedzibą przy ul. Szpitalnej 9.
2 marca 1947 roku czteroletnie gimnazjum i dwuletnie liceum połączone zostały w czteroletnie liceum o jednolitym profilu kształcenia. Pierwszym patronem szkoły w 1957 został Ludwik Waryński, w tym samym czasie liceum zyskało swoje oznaczenie – XXIII numer. Obecna siedziba szkoły została zbudowana w ramach programu „Tysiąc szkół na Tysiąclecie Państwa Polskiego”, kamień węgielny pod budowę uroczyście położono 13 grudnia 1958 r., a do użytku oddano ją w niecałe 3 lata później.
W roku 1991 podjęto decyzję o zmianie patrona szkoły, lecz ks. Józef Tischner został nim dopiero w 2005 roku. Z dniem nadania tego tytułu szkoła stała się częścią Rodziny Szkół Tischnerowskich.
W 2010 roku, XXIII LO jako pierwsza w Polsce placówka oświaty zainstalowała system elektronicznych kart wstępu dla wszystkich uczniów i pracowników szkoły. Taka identyfikacja uczniów ma zapewnić im większe bezpieczeństwo, a także nauczyć odpowiedzialności. Karty wykorzystywane są zarówno jako klucz wstępu do budynku, ale także jako karty biblioteczne, a nawet środki płatnicze, z których skorzystać można nie tylko w szkolnym bufecie, ale i w innych sklepach w całym kraju.

## Znani absolwenci
- Marzena Głaszcz – koszykarka
- Krzysztof Jasiński – aktor, reżyser, założyciel i dyrektor krakowskiego teatru STU
- Michał Kasiński – wojewoda łódzki w latach 1999-2001
- Tomasz Łapiński – piłkarz
- Bogusław Plich – piłkarz
- Jacek Płuciennik – piłkarz
- Stanisław Wagner – lekkoatleta, sprinter
- Zbigniew Wichłacz – operator filmowy